# Ronde van Frankrijk 2022/Tiende etappe
De tiende etappe van de Ronde van Frankrijk 2022 werd verreden op 12 juli met start in Morzine en finish in Megève. Het betrof een heuveletappe over 148 kilometer.

## Koersverloop
Na een uur koers ontstond er een kopgroep van vijfentwintig man met daaronder Dylan van Baarle, Magnus Cort, Luis León Sánchez, Edvald Boasson Hagen, Pierre Rolland en Lennard Kämna. Al snel liep de voorsprong op en toen het peloton negen minuten had gelaten, mocht Kämna dromen van de gele trui. De groep werkte goed samen, tot op de voorlaatste beklimming Alberto Bettiol het hazenpad koos. Hij pakte een redelijke voorsprong, maar op dat moment werd de koers stilgelegd vanwege een protest van milieudemonstranten die de weg blokkeerden. Toen deze waren verwijderd door de gendarmerie, konden de renners de etappe vervolgen.
Bettiol begon met een voorsprong van een halve minuut aan de slotklim naar het vliegveld van Megève (19,2 kilometer à 4,1 procent). Halverwege de klim kwam een gedeelte terug met daaronder ook Kämna, Van Baarle en Cort. In een finale waarin de perspectieven telkens wisselde, pakte Luis León Sánchez een voorsprong en werd teruggepakt door een opnieuw afgeslankt deel van de kopgroep. Toen Van Baarle erbij kwam ging hij erop en erover, maar hij kreeg geen ruimte. Op de lastige slotstrook mocht een groep van vijf sprinten. Sánchez ging als eerste aan en werd gecounterd door Nick Schultz. De Australiër had lang de beste papieren, maar in de slotmeters kwam Cort er nog overheen. 
Bij de klassementsmannen waren er geen tijdsverschillen, ondanks dat Tadej Pogačar met zijn sprint nog een poging waagde. Aan de streep kwam Kämna elf seconden tekort om het geel over te nemen.

## Uitslag
| Morzine – Megève (148 km) |                    |                                    |          |
| Plaats                    | Naam               | Ploeg                              | Tijd     |
| 1                         | Magnus Cort        | EF Education-EasyPost              | 3u18'50" |
| 2                         | Nick Schultz       | Team BikeExchange Jayco            | z.t.     |
| 3                         | Luis León Sánchez  | Bahrain-Victorious                 | + 7"     |
| 4                         | Matteo Jorgenson   | Movistar Team                      | + 8"     |
| 5                         | Dylan van Baarle   | INEOS Grenadiers                   | + 10"    |
| 6                         | Georg Zimmermann   | Intermarché-Wanty-Gobert Matériaux | + 15"    |
| 7                         | Benjamin Thomas    | Cofidis                            | + 18"    |
| 8                         | Andreas Leknessund | Team DSM                           | + 20"    |
| 9                         | Fred Wright        | Bahrain-Victorious                 | + 22"    |
| 10                        | Lennard Kämna      | BORA-hansgrohe                     | z.t.     |
|                           |                    |                                    |          |
| 39                        | Tiesj Benoot       | Team Jumbo-Visma                   | + 8'54"  |

| Algemeen klassement |                   |                    |           |
| Plaats              | Naam              | Ploeg              | Tijd      |
| Gele trui           | Tadej Pogačar     | UAE Team Emirates  | 37u11'28" |
| 2                   | Lennard Kämna     | BORA-hansgrohe     | + 11"     |
| 3                   | Jonas Vingegaard  | Team Jumbo-Visma   | + 39"     |
| 4                   | Geraint Thomas    | INEOS Grenadiers   | + 1'17"   |
| 5                   | Adam Yates        | INEOS Grenadiers   | + 1'25"   |
| 6                   | David Gaudu       | Groupama-FDJ       | + 1'38"   |
| 7                   | Romain Bardet     | Team DSM           | + 1'39"   |
| 8                   | Tom Pidcock       | INEOS Grenadiers   | + 1'46"   |
| 9                   | Enric Mas         | Movistar Team      | + 1'50"   |
| 10                  | Luis León Sánchez | Bahrain-Victorious | z.t.      |
|                     |                   |                    |           |
| 23                  | Steven Kruijswijk | Team Jumbo-Visma   | + 9'57"   |
| 29                  | Tiesj Benoot      | Team Jumbo-Visma   | + 16'16"  |

## Opgaves
- George Bennett (UAE Team Emirates):Niet gestart vanwege een positieve coronatest
- Luke Durbridge (Team BikeExchange Jayco):Niet gestart vanwege een positieve coronatest
- Ben O'Connor (AG2R-Citroën): Niet gestart wegens een heupblessure opgelopen in de achtste etappe
- Alexis Vuillermoz (Team TotalEnergies): Niet gestart vanwege koorts

1e etappe ·
2e etappe ·
3e etappe ·
4e etappe ·
5e etappe ·
6e etappe ·
7e etappe ·
8e etappe ·
9e etappe ·
10e etappe ·
11e etappe ·
12e etappe ·
13e etappe ·
14e etappe ·
15e etappe ·
16e etappe ·
17e etappe ·
18e etappe ·
19e etappe ·
20e etappe ·
21e etappe
Startlijst · Eindstanden · Afbeeldingen